# Смирнов, Дмитрий Валентинович
Дми́трий Валенти́нович Смирно́в (род. 7 декабря 1952, Санкт-Петербург) — русский композитор, хоровой дирижёр, музыкальный педагог.
Своё музыкальное образование начал в Хоровом училище им. М. И. Глинки при Ленинградской государственной академической капелле. Окончил Ленинградскую консерваторию в 1972 году по специальности хоровое дирижирование у И. И. Полтавцева, по оперно-симфоническому дирижированию у Э. П. Грикурова, по фортепиано у А. Г. Новиковой. Руководил в течение 10-ти лет хором Ленинградского музыкального училища.
Обладает собственным характерным индивидуальным стилем: это живописность и утонченный психологизм; традиции хорового письма переосмыслены в современной технике; используется техника гокет, сонористические эффекты. Сочинения пользуются спросом в профессиональных хорах:

«Это Музыкант», — говорят о нём хоровики; такое «звание», самое лестное и желанное для профессионала, превышающее громкие государственные титулы, принадлежит Дмитрию Смирнову давно и прочно.

## Избранные сочинения
- Йерма — опера по пьесе Ф. Г. Лорки
- Девочка со спичками — камерная опера (написана в соавторстве с С. Баневичем)
- Музыкальное приношение (Messa brevis памяти И. Ф. Стравинского) для хора и инструментального ансамбля
- Сюита на стихи английских и шотландских поэтов для хора и двух фортепиано
- Мастера — поэма для чтеца, мужского хора, медных и ударных инструментов на стихи А. Вознесенского
- Полночные стихи — кантата на слова А. Ахматовой
- Маленькая кантата на стихи немецких поэтов
- Приявший мир… на слова А. Блока
- Бессонница на стихи М. Цветаевой
- Я рожден в девяносто четвёртом, я рожден в девяносто втором… на стихи О. Мандельштама
- Рождение крыла на стихи Ю. Мориц, Арс. А. Тарковского, Б. Пастернака
- Кипарисовый ларец на стихи И. Анненского
- Концерт на стихи русских поэтов
- Триптих для хора на стихи А. Исаакяна
- Избранные молитвословия Св. Иоанна Златоуста
- концерты для смешанного хора a cappella на стихи Н. Некрасова
- а также хоровые миниатюры, камерно-инструментальные сочинения, музыка для театра и кино.